# 紫玉
紫玉（しぎょく）は、ブドウの栽培品種の１つである。
育成者は植原葡萄研究所で、1987年8月7日に品種登録されたが、2005年に期間満了により育成者権が失効している。
巨峰の早生系選抜系統である高墨の、さらに早生の枝変わり品種であり、巨峰よりも2週間程度、高墨よりも1週間程度、収穫期が早い。

## 果実特性
巨峰の変異体（枝変わり）であるため、基本的な果実品質は巨峰と同じである。糖度も巨峰と同様に18度くらいとなり、果皮色も黒色である。一方で、栽培環境や栽培手法にもよるが、巨峰よりも1粒重が小さいことが多い。酸含量の低下は巨峰よりも早い。果実の外観や食味だけで巨峰と紫玉を区別することは極めて困難である。

## 販売
上述の通り紫玉は巨峰の枝変わりであるが、巨峰よりも圧倒的に知名度が低いため、「巨峰」もしくは「早生巨峰」として販売されることがほとんどである。むしろ、紫玉や高墨を「巨峰」として出荷することで、農家は巨峰の出荷期間を拡大できるだけでなく、収穫期のピークをずらし収穫労力を削減することができる。